# Oxystigma oxyphyllum
Oxystigma oxyphyllum är en ärtväxtart som först beskrevs av Hermann August Theodor Harms, och fick sitt nu gällande namn av Emery Clarence Leonard. Oxystigma oxyphyllum ingår i släktet Oxystigma och familjen ärtväxter. Inga underarter finns listade i Catalogue of Life.